# Sidi Boutouchent
Sidi Boutouchent là một đô thị thuộc tỉnh Tissemsilt, Algérie. Dân số thời điểm năm 2002 là 3.656 người.